# Tomislav Koljatic Maroevic
Tomislav Koljatic Maroevic (kroat.: Koljatić-Maroević) (* 19. September 1955 in Santiago de Chile, Chile) ist ein chilenischer Geistlicher und römisch-katholischer Bischof von Linares.

## Leben
Geboren als Sohn kroatischer Einwanderer in der chilenischen Hauptstadt Santiago de Chile empfing er am 14. August 1987 die Priesterweihe.
Am 27. November 1997 ernannte ihn Papst Johannes Paul II. zum Weihbischof in Concepción und zum Titularbischof von Bencenna. Die Bischofsweihe spendete ihm der Papst persönlich am 6. Januar 1998. Mitkonsekratoren waren Giovanni Battista Kardinal Re und Jorge María Kardinal Mejía.
Am 17. Januar 2003 ernannte ihn Papst Johannes Paul II. zum Bischof von Linares. Am 15. März desselben Jahres wurde Tomislav Koljatic Maroevic in der Kathedrale San Ambrosio in Linares in das Amt eingeführt.